# یقه و سرآستین
یقه و سرآستین (انگلیسی: Collars and Cuffs) یک فیلم کمدی صامت آمریکایی است که در سال ۱۹۲۳ منتشر شد. از بازیگران این فیلم می‌توان به استن لورل، جرج رو، کاترین گرانت، ادی بیکر و سمی بروکس اشاره کرد.